# Tempi duri per i grassi
Tempi duri per i grassi (Holiday for Drumsticks) è un film del 1949 diretto da Arthur Davis. È un cortometraggio animato della serie Merrie Melodies, prodotto dalla Warner Bros. e uscito negli Stati Uniti il 22 gennaio 1949. Dal 1997 viene distribuito col titolo La dieta del tacchino.

## Trama
Due montanari soprannominati Pa e Ma vogliono far ingrassare il tacchino Thomas per poi mangiarlo alla festa del ringraziamento. Thomas sta per divorare il cibo da una tavola imbandita, ma Daffy Duck gli spiega tutta la verità e gli consiglia di dimagrire. Mentre Thomas pratica diversi sport ed esercizi ginnici, Daffy mangia tutto il cibo che spetterebbe al tacchino. Come risultato, il giorno del ringraziamento Pa decide di uccidere Daffy al posto di Thomas. Mentre Daffy cerca in vari modi di perdere peso, viene inseguito da Pa, il quale spara ripetutamente col fucile, vanificando ogni tentativo di dimagrire. Daffy chiede perciò aiuto a Thomas che, dopo aver cercato di nasconderlo in vari posti, gli consiglia di emigrare a Rio de Janeiro, dove non viene celebrata la festa del ringraziamento, ma in realtà è un trucco per farlo entrare nella stufa. Tuttavia l'anatra, non volendo farsi cucinare, spegne ogni fiammifero che Ma accende.

## Distribuzione

### Edizione italiana
Il corto fu doppiato negli anni '80 dalla Effe Elle Due diretto da Franco Latini per la trasmissione televisiva, con dialoghi a opera di Maria Pinto spesso differenti dagli originali. Nel doppiaggio il tacchino non viene mai chiamato per nome. Nel 1997, per l'uscita in VHS, fu eseguito un nuovo doppiaggio dalla Angriservices Edizioni, su dialoghi più fedeli a quelli originali. In questa edizione il tacchino è chiamato Guglielmo.

### Edizioni home video

#### VHS
- Le stelle di Space Jam: Daffy Duck (marzo 1997)